# Lluís Aragonès i Delgado de Torres
Lluís Aragonès i Delgado de Torres (Riudoms, 16 de juny de 1961) és un empresari i polític català, senador per Tarragona en la VIII legislatura.

## Biografia
Llicenciat en Humanitats per la Universitat Oberta de Catalunya, ha publicat, conjuntament amb Robert Benaiges i Xavier Llauradó, Sis mans per a set pecats (Arola Editors, 2014), El Cant de les Primaveres Lliures (Arola Editors, 2016), un assaig sobre la cançó protesta i els moviments socials al llarg de la història. Conjuntament amb la Joana-Alba Cercòs ha publicat dues novel·les: Escriu-me Aviat (Pagès Editors, 2018), una novel·la epistolar que descriu la història d'amor de dues persones que es coneixen a través del correu electrònic. i Escric el teu nom (Arola Editors, 2024) ,una història d’amor, compromís i lluita. El llibre és una lectura-homenatge al poema 'Llibertat', de Paul Éluard. De fet, els títols i cadascun dels capítols contenen referències als versos d'Éluard. A la vegada, la novel·la també vol ser un homenatge a les generacions que ens precedeixen, i a les persones que han lluitat i lluiten per la llibertat. Escric el teu nom parla de passat, present i futur, en un cercle que abraça 50 anys, en un entorn que és proper als autors (Lleida, Riudoms i Barcelona). En concret, comprèn des de l'any 1967 (just abans del Maig del 68) fins a l'1 d'octubre de 2017.
Interessat per la política des de ben jove, el 1977 va ingressar a les JCC, i el 1979 al PSUC fins que el 1988 va entrar a militar a ERC. Ha estat regidor de l'Ajuntament de Riudoms entre 1987 i 2007, portaveu d'ERC al Consell Comarcal del Baix Camp del 1991 al 1999 i diputat portaveu del partit a la Diputació de Tarragona entre el 1999 i el 2004. Va ser senador d'ERC per la província de Tarragona dins de l'Entesa Catalana de Progrés durant la legislatura 2004-2008.
Com a president de la Regió IV (Baix Camp, Priorat i Ribera d'Ebre) va ser membre de l'executiva nacional d'ERC entre el 1990 i el 1999.
En l'àmbit empresarial, des del 1994 dirigeix una empresa de serveis de Reus, Grup Clau, i des del 2011 forma part de l'executiva de PIMEC del Baix Camp.
És soci i membre col·laborador d'Intermón, Amnistia Internacional, Greenpeace, Òmnium Cultural, Acció Cultural del País Valencià, Centre d'Estudis Riudomencs Arnau de Palomar, CIVICAi, Club Deportiu Riudoms, Cooperativa Agrícola de Riudoms. Col·labora als mitjans de comunicació Tribuna.cat, Diari de Tarragona, Lo Floc i L'Om, Revista de Riudoms.